# Rokusho-jinja (Okazaki)

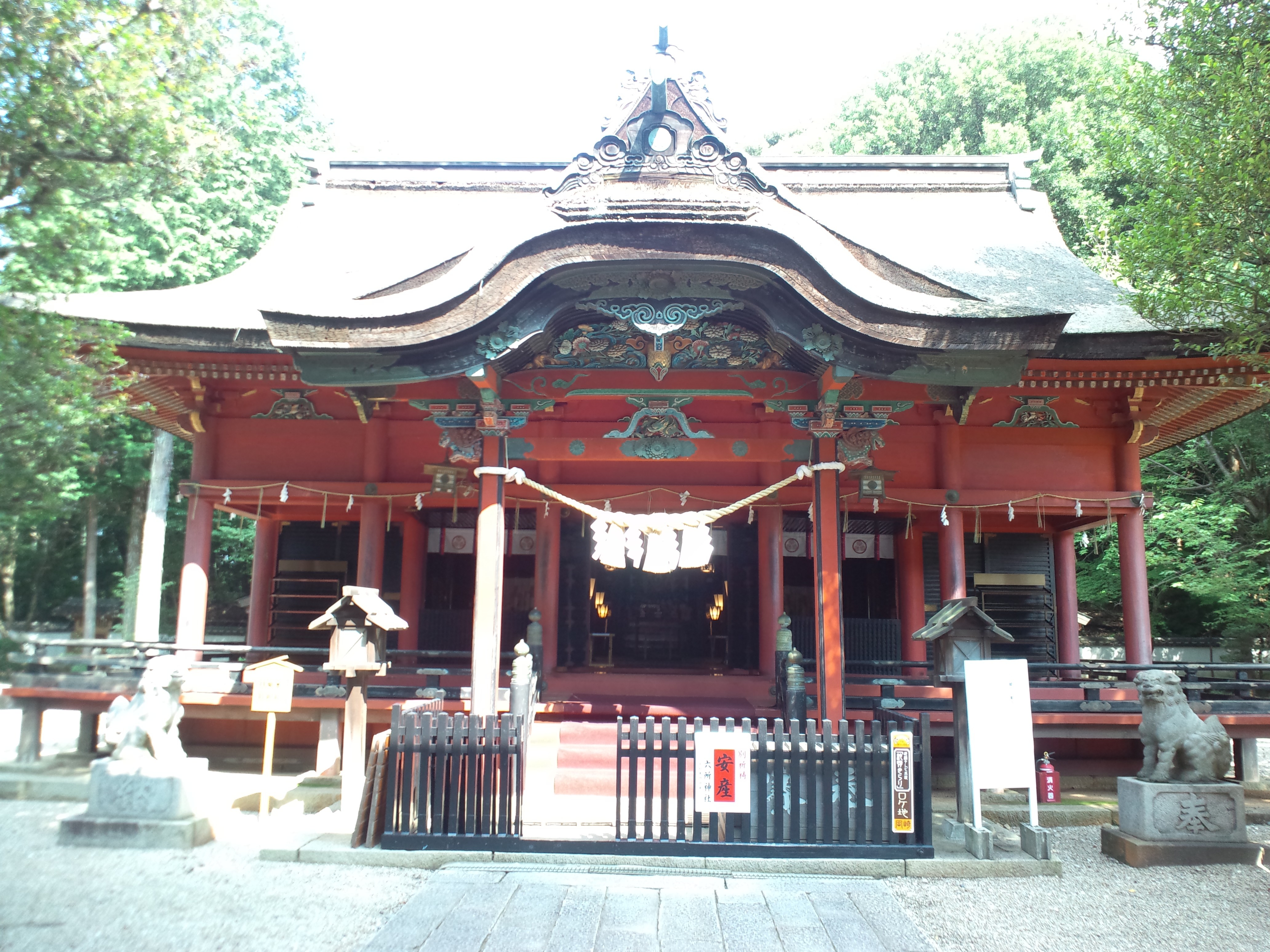
La salle principale.

Le Rokusho-jinja (六所神社) est un sanctuaire shinto situé dans la ville d'Okazaki, préfecture d'Aichi au Japon. Le sanctuaire est fondé en 1602 par Tokugawa Ieyasu lors de la construction du honden. Les kamis (déités) de Rokusho-jinja (Toyota) dans le comté de Matsudaira (de nos jours Toyota) d'où est originaire le clan Matsudaira (ancêtres du clan Tokugawa), sont transférés dans le nouveau sanctuaire.
Au XVIIe siècle, les bâtiments sont restaurés sur ordre du petit-fils de Ieyasu, le troisième shogun Tokugawa Iemitsu, durant sa visite à Okazaki lorsqu'il se rend à Kyoto. Le rōmon, porte de style gongen, est commandé par Tokugawa Ietsuna, fils et successeur de Iemitsu. En raison de son lien avec la famille Tokugawa, le sanctuaire Rokusho bénéficie d'un grand degré de protection au cours du shogunat Tokugawa. Jusqu'à la restauration de Meiji, seuls les daimyos possédant au moins 50 000 koku de riz sont autorisés à monter les marches de pierre menant au rōmon et finalement au sanctuaire.
Le honden, le haiden, le heiden (salle des offrandes), le rōmon et le shingusho (salle de préparation des offrandes) sont tous protégés en tant que biens culturels du Japon. Aujourd'hui, le sanctuaire est populaire auprès des femmes qui prient pour un accouchement facile.